# 高岚乡
高岚乡，是中国江西省新余市分宜县所辖的一个乡。

## 行政区划
现辖：
高岚集镇社区、高岚村、兰盘村、弓江村、山背村、辋溪村、午乔村、盆溪村、泗背村、环桥村、夏塘村、西坑村、畜牧良种场生活区和东山下街道生活区。